# 티노 로시

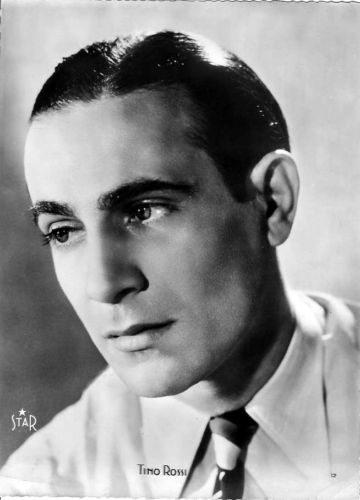

티노 로시(Tino Rossi, 1907년 4월 29일~1983년 9월 26일)는 감미로운 목소리로 그 이름을 크게 떨친 바 있는 샹투르 드 샤름의 제1인자이다. 코르시카섬의 아야초 태생으로 본명은 콘스탄티노 로시. 남프랑스의 군대에 들어가 그대로 본토에 정주(定住), 마르세유의 카바레에서 노래를 불렀다. 1934년에파리로 나와서 ABC극장이나 '카지노 드 파리'에 출연하였다. 많은 히트곡이 있으며 70세가 넘도록 현역으로 활약하였다.

## 사망
로시는 1983년 프랑스 뇌이쉬르센에서 췌장암으로 사망했다.